# Medetera oscillans
Medetera oscillans är en tvåvingeart som beskrevs av Allen 1976. Medetera oscillans ingår i släktet Medetera och familjen styltflugor. Inga underarter finns listade i Catalogue of Life.